# متتالية كاملة
في الرياضيات، يقال عن متتالية من الأعداد الصحيحة الطبيعية أنها متتالية كاملة (بالإنجليزية: Complete sequence)‏ إذا أمكن كتابة أي عدد صحيح طبيعي مجموعا من حدود هذه المتتالية بدون استعمال حد من حدودها أكثر من مرة.